# Bukui-Moschee

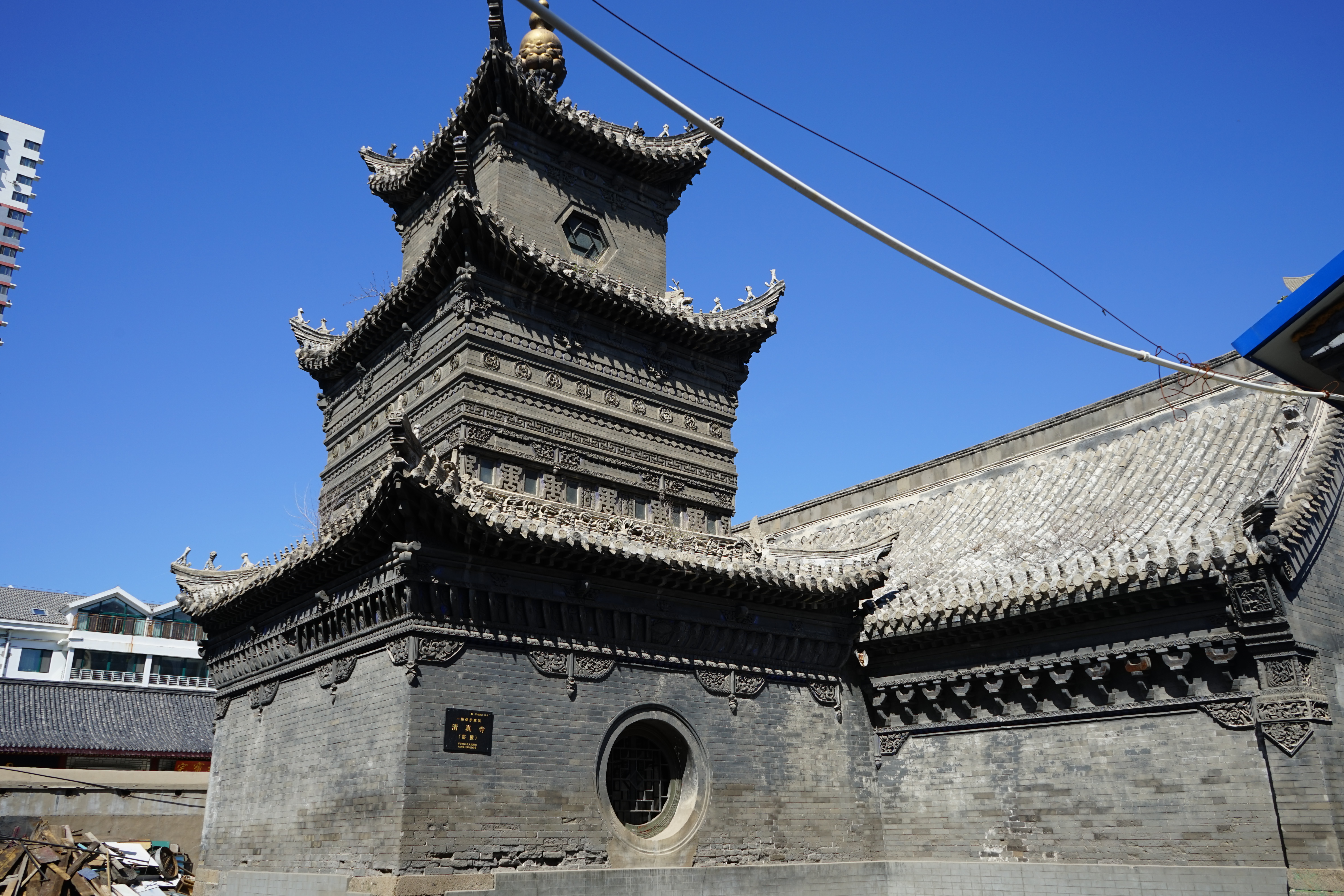
Bukui-Moschee

Die Bukui-Moschee (chinesisch 卜奎清真寺, Pinyin Bǔkuí Qīngzhēnsì) in der Stadt Qiqihar, Provinz Heilongjiang, Volksrepublik China, wurde in der zweiten Hälfte des 17. Jahrhunderts erbaut. 
Die Geschichte der Moschee ist älter als die der Stadt Qiqihar. Qiqihar hieß früher Bukui. In Qiqihar gibt es das Sprichwort: „Zuerst war die Moschee, dann die Stadt Bukui.“
Die Moschee beherbergt verschiedene Relikte, darunter eine Koranhandschrift und eine Kopie der Gesammelten Kommentare zu den Vier Büchern aus dem 8. Jahr der Regierungsepoche Xianfeng (1858) der Qing-Dynastie. 
Seit 2006 steht sie auf der Liste der Denkmäler der Volksrepublik China in Heilongjiang (6-504).